# Napier Field (Alabama)
Napier Field é uma cidade  localizada no estado americano do Alabama, no Condado de Dale.

## Demografia
Segundo o censo americano de 2000, a sua população era de 404 habitantes.
Em 2006, foi estimada uma população de 398, um decréscimo de 6 (-1.5%).

## Geografia
De acordo com o United States Census Bureau, a localidade tem uma área de 0,7 km², sem área coberta por água.

## Localidades na vizinhança
O diagrama seguinte representa as localidades num raio de 16 km ao redor de Napier Field.